# Canadian Masters

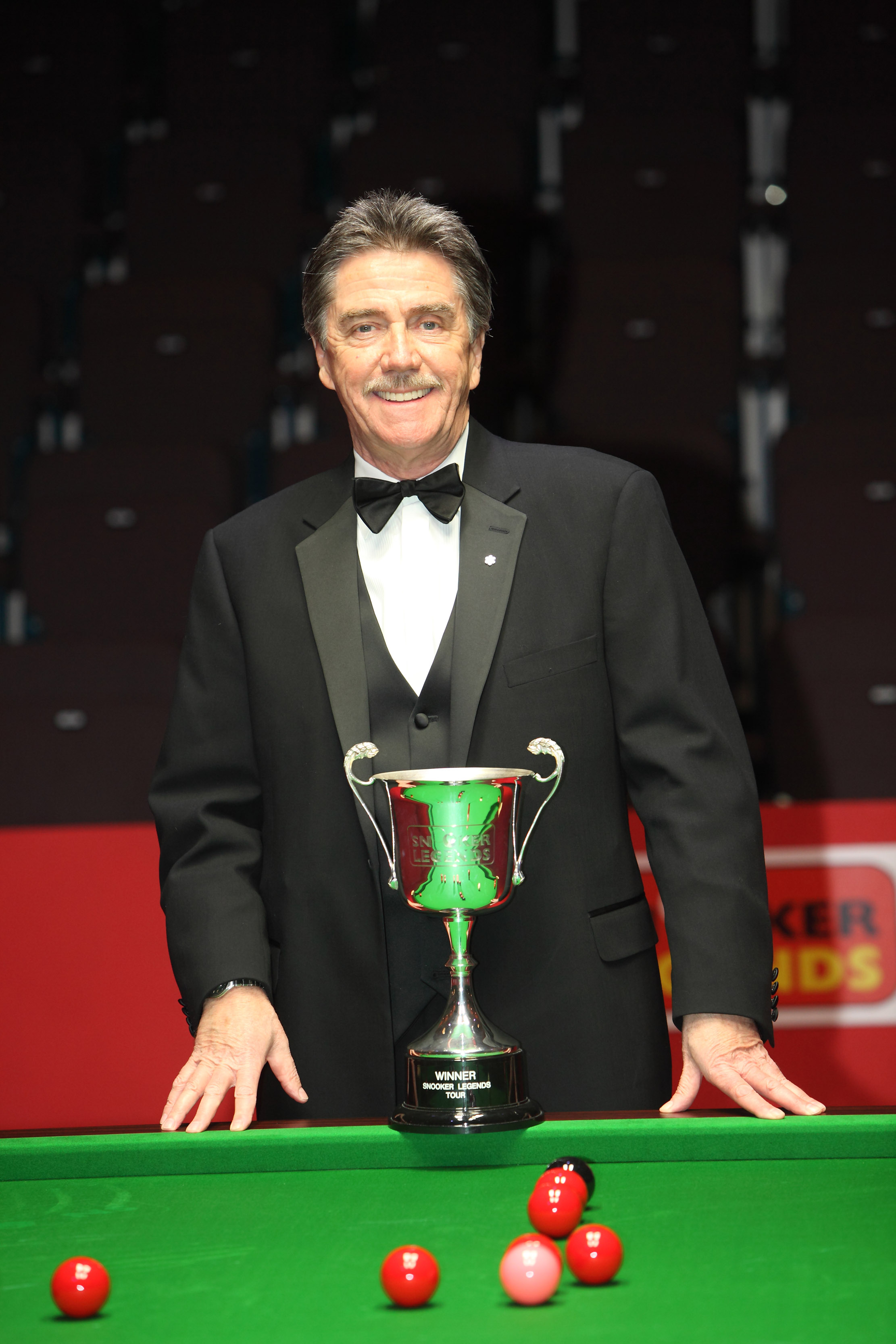
Фотография чемпиона мира по снукеру Клиффа Торберна

Canadian Masters — профессиональный снукерный турнир.
Турнир был в календаре с 1985 по 1988 и проходил в Торонто, Канада, когда канадский снукер был на пике популярности. Турнир 1988 был рейтинговым. Его победителем стал Джимми Уайт, обыгравший в финале Стива Дэвиса, 9:4, и получивший £40,000 призовых.

## Победители
| Год                              | Чемпион                          | Финалист                         | Счёт в финале                    | Сезон                            |
| Canadian Masters (нерейтинговый) | Canadian Masters (нерейтинговый) | Canadian Masters (нерейтинговый) | Canadian Masters (нерейтинговый) | Canadian Masters (нерейтинговый) |
| -------------------------------- | -------------------------------- | -------------------------------- | -------------------------------- | -------------------------------- |
| 1985                             | Деннис Тейлор                    | Стив Дэвис                       | 9:5                              | 1985/86                          |
| 1986                             | Стив Дэвис                       | Вилли Торн                       | 9:3                              | 1986/87                          |
| 1987                             | Деннис Тейлор                    | Джимми Уайт                      | 9:7                              | 1987/88                          |
| Canadian Masters (рейтинговый)   |                                  |                                  |                                  |                                  |
| 1988                             | Джимми Уайт                      | Стив Дэвис                       | 9:4                              | 1988/89                          |